# Внушение
Внуше́ние, сугге́стия (лат. suggestio) — психологическое воздействие на сознание человека, при котором происходит некритическое восприятие им убеждений и установок. Представляет собой такие особо сформированные словесные, эмоциональные, к примеру мимикой, мыслями, конструкции называемые внушением. Внушение может использоваться для улучшения самочувствия человека и лечения психологических травм.

## Классификация

### Прямые внушения
1. явные прямые:
  - «Я сосчитаю до пяти и произойдёт …»;
2. прямые закамуфлированные (нечто предлагается открыто, но вместе с тем оно закамуфлировано, так как его часть исходит от клиента; обучает действовать клиента особым образом):
  - «Ощущение, которое относится к периоду до болезни, заменит собой менее приятные ощущения».
3. постгипнотические.

### Косвенные внушения
1. Последовательность принятия, «yes set» (несколько высказываний, с которыми человек согласится):
  - «Вы пришли ко мне, сидите сейчас в этом мягком кресле, слушаете мой голос, сегодня вам станет гораздо лучше» («сегодня вам станет гораздо лучше» — это, собственно, и есть внушение, а слова следующие перед ней, настраивают человека на согласие);
  - «Почему бы не дать этому произойти?»;
  - «Не входите в транс, пока не устроитесь удобно на этом стуле» (добавлена импликация);
  - «Не делайте глубокого вдоха, пока рука не прикоснётся к лицу» (добавлена импликация);
  - «Вы не узнаете, как вам может быть приятно в трансе, пока рука полностью не опустится на бедро» (добавлена импликация);
  - «Вам нет необходимости делать (что-либо), пока не произойдёт (неизбежное поведение клиента в ближайшем будущем)».
2. Удивление, творческие моменты;
3. Банальность (трудно отвергнуть):
  - «Когда сидишь удобно, можно расслабиться»;
  - «Каждый человек входит в транс по-своему»;
  - «Люди столько всего забывают. Ключи, номера телефонов, встречи…» (структурируется амнезия);
  - любые пословицы и поговорки;
  - «Ваша головная боль может сейчас пройти, как только ваше бессознательное будет готово дать ей пройти»;
  - «Ваш симптом может теперь исчезнуть, как только ваше бессознательное поймёт, что вы можете решать эту проблему более конструктивным образом»;
4. идеомоторные (хотим вызвать идеомоторные реакции — движение)
  - «Многие люди могут почувствовать, что одна рука легче другой».

### Открытые
1. Мобилизующее (предлагаются неопределённые мобилизующие рамки, которые человек сам заполняет, в зависимости от своих собственных ресурсов; делается пауза после мобилизующих слов):
  - «Ваше бессознательное разместит по местам всё, что необходимо»;
  - «Использование ваших бессознательных ресурсов позволит (пауза) осуществить (пауза) эту работу»;
  - «Ваше бессознательное может гармонизировать (пауза) всё, что должно быть гармонизировано».
2. Ограниченно открытое (предлагается ограниченный выбор, который не уточняется; как правило, является вещами, которые трудно отвергнуть):
  - «Вы можете обучаться разными способами»;
  - «Существуют разнообразные способы работать»;
  - «Некоторые позы вызывают комфорт».
3. Охватывающее все возможности класса (после перечисления всех возможностей, следует добавлять «или что-то ещё»):
  - «Я не знаю, что использует ваше бессознательное для того, чтобы помочь вам разрешить вашу проблему. Может быть, какие-то слова из тех, которые я произношу или не произношу, может быть, образы, может быть, звуки, может быть, ощущения, может быть, эмоции, может быть, воспоминания или что-нибудь другое».

### Самовнушение
Самовнушение — психологическое воздействие на самого себя, на свои представления, мысли, чувства (например, по рекомендации врача с целью устранить болезненные явления и улучшить общее самочувствие). Самовнушение реализуется через аутогенную тренировку, которой человек обучается с помощью врача-психотерапевта.
Человек самостоятельно прочитывает (про себя или вслух) или просто продумывает и проговаривает определённые слова или целые фразы с целью воздействия на себя.
Обычно перед самовнушением человек принимает удобную позу, при которой его тело максимально расслабленно и открывает своё подсознание для принятия информации волевыми усилиями. Самовнушение более эффективно при напряжении определённых мышц (ладони, живот, ступни) с определённой техникой дыхания (приём внушаемого на вдохе, избавление от ненужных внушений на выдохе). Воздействовать на себя необходимо не менее 45 минут за один раз непрерывно на протяжении 21 дня для закрепления необходимых установок в подсознании.
Принципиальной разницы между внушением, привнесённым извне, и самовнушением нет. Их объединяет результат. Более того, стороннее внушение и самовнушение может быть как специальное, так и случайное.
Несравнимо более мощное воздействие на личность по сравнению с посторонним внушением может оказать самовнушение. Это объясняется тем, что самовнушением человек может заниматься самостоятельно и неограниченно в течение жизни.

## Внешние ссылки
- С. А. Зелинский. «Психотехнологии гипнотического манипулирования сознанием человека»
- Луков Вл. А. Принцип суггестии: Рэдклиф в сравнении с Уолполом // Информационный гуманитарный портал «Знание. Понимание. Умение». — 2012. — № 4 (июль—август) (архивировано в WebCite).